# R-simmetria
Nell'ambito della supersimmetria, la R-simmetria è una simmetria che trasforma fra di loro le supercariche. Nel caso di supersimmetria N=1, la R-simmetria è isomorfa a U(1). Nel caso di supersimmetrie "estese" (cioè per N>1) essa è isomorfa ad un gruppo non abeliano.
In un modello che a livello classico sia invariante sia sotto trasformazioni di supersimmetria N=1 sia sotto trasformazioni conformi (ad esempio il modello di Wess–Zumino), la chiusura dell'algebra superconforme (perlomeno on-shell) richiede l'introduzione di un ulteriore generatore bosonico; questo è il generatore associato alla R-simmetria.

## La teoria della supersimmetria
Nella fisica delle particelle, la supersimmetria (o SUSY da SUperSYmmetry) è una simmetria che trasforma particelle bosoniche (che possiedono spin intero) in particelle fermioniche (che hanno spin semi-intero) e viceversa. Infatti, in relazione ad una trasformazione di supersimmetria, ogni fermione ha un superpartner bosonico ed ogni bosone ha un superpartner fermionico. Le coppie sono state battezzate partner supersimmetrici, e le nuove particelle vengono chiamate appunto spartner, superpartner, o sparticelle. Più precisamente, il superpartner di una particella con spin {\displaystyle s} ha spin
{\displaystyle s-{\frac {1}{2}}}
alcuni esempi sono illustrati nella tabella. Nessuna di esse è stata fino ad ora individuata sperimentalmente, ma si spera che il Large Hadron Collider del CERN di Ginevra possa assolvere a questo compito. Infatti per il momento ci sono esclusivamente prove indirette dell'esistenza della supersimmetria. Siccome i superpartners delle particelle del Modello Standard non sono ancora stati osservati, la supersimmetria, se esiste, deve necessariamente essere una simmetria rotta così da permettere che i superpartners possano essere più pesanti delle corrispondenti particelle presenti nel Modello Standard.